# Едінбург (Міссурі)
Едінбург (англ. Edinburg) — переписна місцевість (CDP) в США, в окрузі Ґранді штату Міссурі. Населення — 84 особи (2020).

## Географія
Едінбург розташований за координатами 40°4′52″ пн. ш. 93°41′23″ зх. д. / 40.08111° пн. ш. 93.68972° зх. д. (40.081099, -93.689848).  За даними Бюро перепису населення США в 2010 році переписна місцевість мала площу 2,78 км², уся площа — суходіл.

## Демографія
Згідно з переписом 2010 року, у переписній місцевості мешкали 92 особи в 35 домогосподарствах у складі 30 родин. Густота населення становила 33 особи/км².  Було 38 помешкань (14/км²).
Расовий склад населення:
| - 98,9 % — білих |

До двох чи більше рас належало 1,1 %. Частка іспаномовних становила 1,1 % від усіх жителів.
За віковим діапазоном населення розподілялося таким чином: 22,8 % — особи молодші 18 років, 55,5 % — особи у віці 18—64 років, 21,7 % — особи у віці 65 років та старші. Медіана віку мешканця становила 43,5 року. На 100 осіб жіночої статі у переписній місцевості припадало 104,4 чоловіків;  на 100 жінок у віці від 18 років та старших — 108,8 чоловіків також старших 18 років.
Середній дохід на одне домашнє господарство  становив 37 361 долар США (медіана — 42 500), а середній дохід на одну сім'ю — 34 393 долари (медіана — 43 500). За межею бідності перебувало 27,3 % осіб, у тому числі 61,4 % дітей у віці до 18 років та 0,0 % осіб у віці 65 років та старших.
Цивільне працевлаштоване населення становило 61 осіб. Основні галузі зайнятості: роздрібна торгівля — 44,3 %, освіта, охорона здоров'я та соціальна допомога — 21,3 %, виробництво — 14,8 %, оптова торгівля — 9,8 %.